# Nyiragongo
Der Nyiragongo ist ein 3470 m hoher Stratovulkan in der Demokratischen Republik Kongo und gilt als einer der aktivsten Vulkane der Erde. Der Vulkan liegt etwa 20 km nördlich der Millionenstadt Goma, die von Ausbrüchen des Vulkans besonders bedroht ist. Der Nyiragongo gehört zu den weltweit sechzehn Decade Volcanoes, die auf Grund ihres hohen Katastrophenpotentials besonders untersucht und überwacht werden.

## Geografie

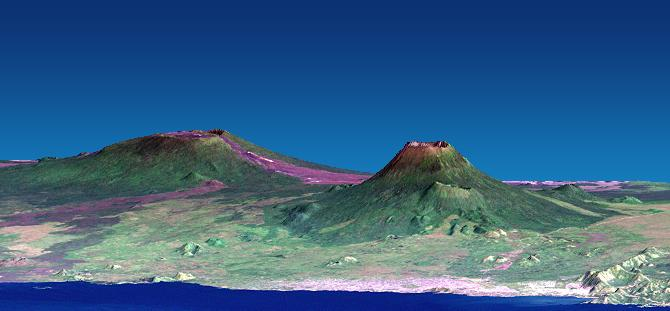
Nyamuragira (links) und Nyiragongo (rechts)
Satellitendaten 1,5fach überhöht

Der Vulkan befindet sich im Osten Kongos an der Grenze zu Ruanda, nördlich des Kiwusees, innerhalb des gleichnamigen Territoriums Nyiragongo der Provinz Nord-Kivu. Er gehört zu den acht Virunga-Vulkanen im Ostafrikanischen Grabenbruch. Der Nyiragongo wird von den Vulkankegeln zweier erloschener Vulkane flankiert, dem Baruta im Norden und dem Shaheru im Süden. Der Vulkan Nyamuragira, der 2011 zuletzt ausbrach, befindet sich 13 Kilometer nördlich. Im Süden befindet sich die Stadt Goma sowie auf ruandischer Seite die Stadt Gisenyi.
Der Nyiragongo ist 3470 m hoch und besitzt eine für Stratovulkane typische Kegelform mit steilen Flanken. Der Gipfelkrater misst etwa 1000 m im Durchmesser. Diese Caldera ist vermutlich durch den Einsturz einer oberflächennahen Magmakammer entstanden. Das Kraterinnere wird in mehrere Ebenen gegliedert. Auf der untersten Ebene befindet sich ein permanenter Lavasee mit rund 200 m Durchmesser. Er liegt etwa 600 m unterhalb des Kraterrandes.

## Eigenschaften
Der Nyiragongo ist ein effusiver Vulkan mit einer sehr dünnflüssigen Lava, die arm an Silikaten ist (Ultramafisches Gestein). Sie gehört zu den dünnflüssigsten aller bekannten natürlichen Laven. Eine im Jahre 2005 durchgeführte Messung ergab, dass der Vulkan pro Tag bis zu 70.000 Tonnen Schwefeldioxid ausstößt.
Der Pegel des Lavasees steigt und sinkt, vermutlich wird der See von einem Manteldiapir gespeist. Erreicht er eine bestimmte Höhe und gibt es Risse in der Kraterwand, so kann die Lava ausfließen und große Gebiete zerstören.

## Geologie
Nyiragongo gilt als Typlokalität für das Mineral Andrémeyerit und der als Mount Saheru bezeichnete Südgipfel des Nyiragongo ist Typlokalität für die Minerale Combeit, Delhayelith, Götzenit und Kirschsteinit.
Insgesamt konnten am Nyiragongo bisher (Stand 2014) 24 anerkannte Minerale und 14 Varietäten nachgewiesen werden. Neben den bereits genannten Typmineralen sind dies unter anderem noch verschiedene Apatite und Biotite, Cordierit, Elpasolith, Gips, Hieratit, Leucit, Magnetit, Nephelin, Perowskit, Sillimanit, Spinell und Troilit.

## Aktivitäten

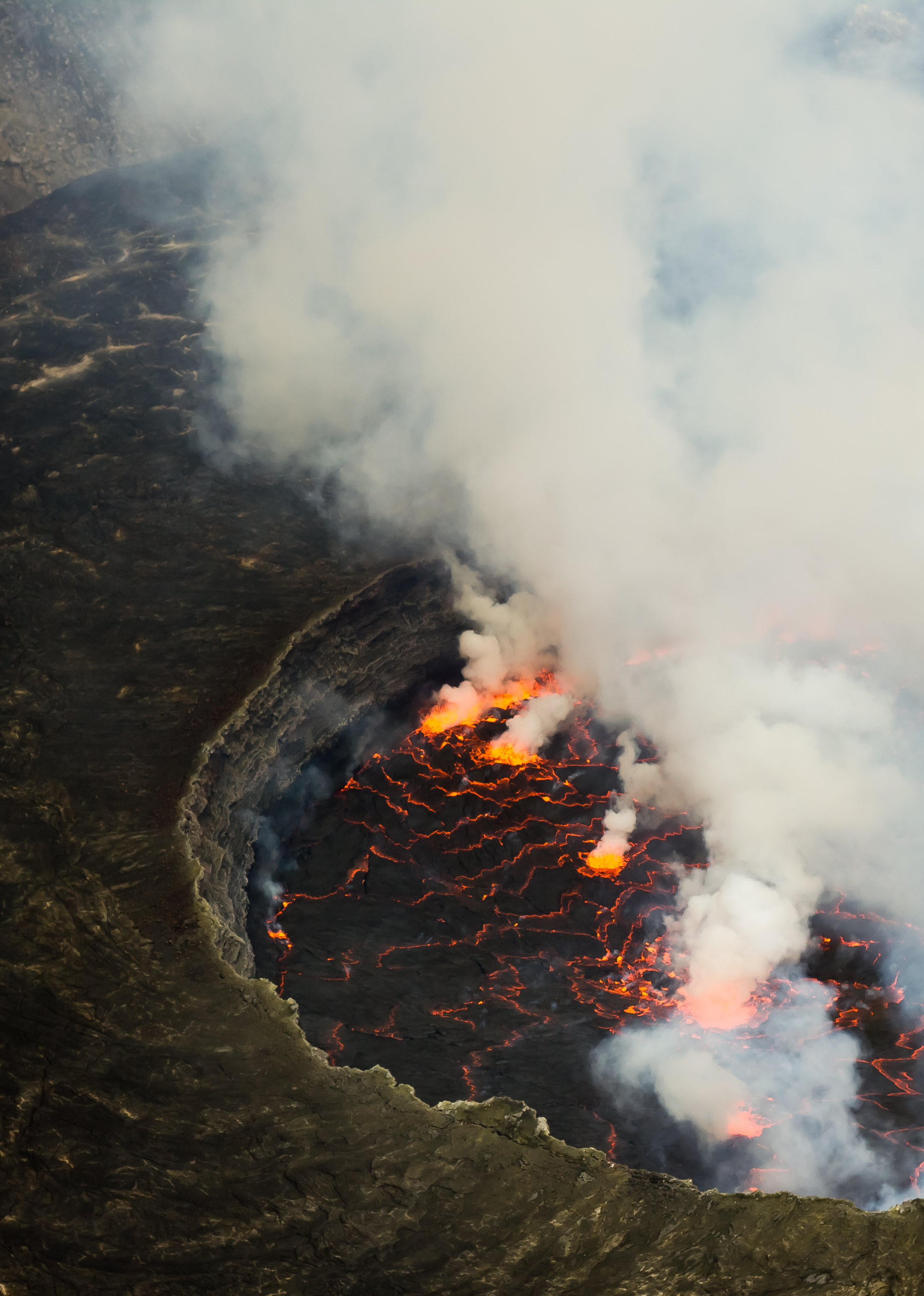
Lavasee im Krater des Nyiragongo (Mai 2011)

Von 1894 bis 1977 war der Krater des Nyiragongo mit flüssiger Lava gefüllt.
Am 10. Januar 1977 brachen die Kraterwände zusammen und der See lief in weniger als einer Stunde leer. Vermutlich starben 600 Menschen bei dem bisher tödlichsten Ausbruch. Weitere Eruptionen von 1982 bis 1983 und 1994 bildeten einen neuen Lavasee aus.
Am 17. Januar 2002 begann ein großer Vulkanausbruch. Ein Lavastrom zerstörte mehrere Dörfer und floss schließlich durch die Stadt Goma in den Kiwusee. Goma hatte damals ca. 250.000 Einwohner. 147 Menschen starben, schätzungsweise 500.000 Menschen wurden evakuiert, von denen viele lange obdachlos blieben.
Sein vorletzter Ausbruch war im Jahre 2012. Im Herbst 2020 wurde erneut eine zunehmende vulkanische Aktivität gemeldet.
Am 22. Mai 2021 brach um 19 Uhr Ortszeit (18 Uhr UTC) der Nyiragongo mit einem Lavastrom aus, was zu einer Panik in Goma und einer Massenflucht aus der Stadt führte. Außenbezirke wurden zerstört. Menschen flüchteten einerseits westwärts in höhere Gebiete der Stadt, andererseits ostwärts ins Nachbarland Ruanda. Ruanda öffnete die Grenze in der Nacht 22./23. Mai 2021. Die Regierung begann mit Planungen zur Evakuierung von Goma. Der Lavastrom kam am 23. Mai 2021 am Stadtrand von Goma zum Stillstand. Die vulkanische Aktivität war von mehr als 1000 Erdstößen begleitet, bei denen auch Häuser zu Schaden kamen. Insgesamt waren von den Ereignissen über 288.000 Menschen betroffen, 32 Menschen kamen ums Leben.